# Brújula digital
Brújula digital es un sello discográfico independiente uruguayo cuya actividad comenzó en el año 2001.

## Historia
Fundado por Juan Carlos Origoni y Lylián Firpo en el año 2001, su primer álbum editado fue "Piel del sur", que contenía textos de esta última musicalizados por distintos artistas. Desde ese momento a la actualidad han lanzado al mercado media centena de álbumes en formato CD y una veintena de DVD, principalmente de murga. De este género, han editado a Los diablos verdes, La Margarita, La reina de la Teja y La Gran Siete, entre otros.
Varios de los álbumes del sello han sido editados en Argentina por RGS Music.